# ウィットン・アルビオンFC
ウィットン・アルビオン・フットボールクラブ（Witton Albion Football Club）はイングランド、チェシャー州、ヴェール・ロイヤル、ノースウィッチを本拠地とするサッカークラブチームである。2012-2013シーズンはノーザンプレミアリーグ・プレミアディヴィジョン（7部相当）に所属。

## タイトル

### 国内タイトル
- ノーザンプレミアリーグ・プレミアディヴィジョン:1回

1990-1991
- チェシャー・カウンティリーグ:3回

1948-1949,1949-1950,1953-1954
- ランカシャー・コンビネーション・ディヴィジョン2:1回

1912-1913

### 国際タイトル
- なし

## 歴代所属選手
- デニス・ヴァイオレット 1969